# Нагиев, Муртуза Фатулла оглы
Муртуза Фатулла оглы Нагиев (азерб. Murtuza Fətulla oğlu Nağıyev; 5 мая 1908, Сераб, Восточный Азербайджан — 28 января 1975, Баку) — выдающийся азербайджанский ученый в области химии и технологии нефти, академик Академии наук Азербайджанской ССР, создатель учения о рециркуляционных процессах в химической технологии. Занимался изучением кинетики и термодинамики химических процессов, моделированием и оптимизацией отдельных реакционных узлов и крупных химико-технологических систем.

## Биография
М. Ф. Нагиев родился 5 мая 1908 г. в бедной семье в небольшом городке на юге Азербайджана — Сарабе. В возрасте 8 лет он лишился отца, и ему пришлось рано, уже в 11 лет, приобщиться к трудовой деятельности. Впервые вкус к учёбе М. Ф. Нагиев ощутил, работая помощником слесаря на Машиностроительном заводе им. лейтенанта Шмидта, куда он пришёл в 1921 г. Здесь он в 1923 г. окончил курсы фабрично-заводского ученичества (ФЗУ), повысив рабочую квалификацию. 
В 1926 г. он поступает на рабочий факультет (рабфак) при Азербайджанском Государственном Университете, который заканчивает с прекрасным отзывом от деканата факультета. Чтобы продолжить образование М. Ф. Нагиев едет в Москву и в 1929 г. становится студентом сразу двух вузов — МВТУ и Горной академии (ныне Институт нефти и газа им. И. М. Губкина). Однако окончить образование в Москве не удалось. Из-за болезни матери он возвращается в Баку. И в 1932 г., став студентом Азербайджанского индустриального института (АзИИ), делает первые шаги в науке. По окончании в 1935 г. института М. Ф. Нагиев направляется на Бакинский крекинг-завод им. Вано Стуруа, где за довольно короткий срок, до 1938 г. проходит все ступени инженерной деятельности, работая сначала заместителем начальника цеха, затем инженером-конструктором и главным инженером завода. В 1938 г. его направляют в Научно-исследовательский институт по переработке нефти (АзНИИ НП). 

## Научная деятельность
В 1940 г. М. Ф. Нагиев защищает кандидатскую диссертацию на тему «Исследование выходов бензина при крекинге с рециркуляцией». В том же году М. Ф. Нагиев становится доцентом кафедры нефтезаводской механики в АзИИ им. М. Азизбекова, где читает курсы технологии крекинга и расчета процессов и аппаратов. В 1941 г., обобщив накопленный материал, он публикует свою первую монографию — «Технология крекинга и расчет аппаратуры». В 1942 г. он поступает старшим научным сотрудником в Азербайджанский филиал АН СССР (АзФАН), преобразованный в 1945 г. в АН Азербайджана. Здесь он проводит многочисленные исследования различных процессов химической технологии. Результаты некоторых из них вошли в книгу «Современное состояние химии и технологии авиационных топлив», вышедшую в 1943 г. и написанную в соавторстве с Ю. Г. Мамедалиевым.
В 1944 г. М.Ф. Нагиев защищает докторскую диссертацию на тему «Исследование основных вопросов технологии и кинетики крекинг-процесса» и получает ученую степень доктора технических наук, а в 1945 г. — ученое звание профессора. В 1946 г. М. Ф. Нагиев возглавляет Институт нефти, которым он руководит в течение 10 лет.
В 1952 г. М. Ф. Нагиев избирается действительным членом Академии Наук Азербайджана, где впоследствии занимает ряд ответственных должностей — академика-секретаря отделений, вице-президента и академика-секретаря академии.
С 1959 по 1962 гг. он становится директором Института нефтехимических процессов.
С 1965 г. до конца жизни М. Ф. Нагиев возглавляет работу созданного им Института теоретических проблем химической технологии АН АзССР.

## Научно-исследовательские труды
Начало научно-исследовательской работы М. Ф. Нагиева относится к его студенческим годам. В 1933 г. в газете «За нефтяную технику» — органе объединения "Азнефть" и Комитета Союза нефтяников — была опубликована статья «Стране нужен бензин антидетонирующих качеств», в которой автор предлагал получать бензин по разработанном им способу. В 1934 г. на это изобретение М. Ф. Нагиев получает авторское свидетельство. В те же годы учёбы в журнале «Азербайджанское нефтяное хозяйство» были напечатаны первые научные статьи, посвященные развитию методов расчета отдельных элементов нефтеперерабатывающих установок — инжекторов и эжекторов.
Занимаясь исследованием термического крекинга, М. Ф. Нагиев обобщил результаты своей работы в кандидатской диссертации «Исследование выходов бензина при крекинге с рециркуляцией».
В 1939 он разрабатывает теорию рециркуляционных процессов. Исследования в этой области Нагиев развивает систематически на протяжении почти 20 лет. За это время они оформились в самостоятельную дисциплину, новый раздел теории химической технологии со своими принципами, законами, положениями. Эти исследования составили содержание монографии «Учение о рециркуляционных процессах в химической технологии», изданной в Москве издательством АН СССР в 1958 г. Это была первая в мировой научной литературе монография по рециркуляции. Значимостью теоретических положений и оригинальностью подходов она привлекла внимание зарубежных ученых и в 1964 г. была издана на английском языке в Лондоне издательством «Пергамон Пресс».
В 1941 г. М. Ф. Нагиев публикует монографию «Технология крекинга и расчет аппаратуры». Проводя многочисленные исследования разнообразных процессов химической технологии, Нагиев совместно с Мамедалиевым пишет книгу «Современное состояние химии и технологии авиационных топлив», вышедшую в 1943 г. Стремясь проникнуть в суть химических процессов, М. Ф. Нагиев в эти годы берется за изучение кинетики — учение о скоростях химических реакций — основы разработки любого химико-технологического процесса. В связи с этим он подготавливает докторскую диссертацию «Исследование основных вопросов технологии и кинетики крекинг-процесса». Продолжая работать в области химической кинетики, Нагиев разрабатывает теоретические принципы приложения кинетических зависимостей к расчету промышленных реакторов и посвящает им монографию  «Основы химической кинетики промышленных систем», изданную в 1950 г., которая очень быстро превратилась в библиографическую редкость.
В эти же годы он пишет книгу «''Термодинамические расчеты процессов переработки нефти и данные по свойствам химических соединений''». Книга была напечатана в Ленинграде в 1950 г. В ней изложены основные элементы химической термодинамики. М. Ф. Нагиев также пишет книгу «''Чудесное вещество''» (Основные понятия о нефти и нефтехимическом синтезе), изданную в 1956 г. В предисловии автор пишет: «Цель настоящей книги – ознакомить нашу молодежь с нефтью и теми продуктами, которые получаются из неё».
Рассматривая технологическую систему как единое целое, М. Нагиев придавал большое значение рациональному использованию как материальных, так и тепловых ресурсов. Ещё в 1950-е годы он начал исследования по теплопередаче и предложил новые конструкции теплообменников. В результате развития работ в этой области в 1960 г. им был создан метод оптимального использования систем теплообменных аппаратов.
Научная деятельность Нагиева в эти годы отмечена не только дальнейшим развитием проведенных ранее исследований, но и созданием новых методов, принципов, подходов, широких теоретических обобщений. Одним из них является методологический подход к исследованию, моделированию и оптимизации сложных технологических систем — так называемая глобальная оптимизация на основе единой математической модели. Однако этот метод был преждевременным. Уровень вычислительной техники не позволял решить задачу глобальной оптимизации. В поисках решения задачи Нагиев разрабатывает более доступный для осуществления метод трехуровневой оптимизации, проводящейся в три последовательных этапа, но подчиненных одной глобальной цели. Нагиев показал, что можно увеличить достигнутую оптимальность. Он нашёл условия повышения эффективности процесса — воздействие на него рециркуляционными параметрами. К 1970-м годам он обобщает накопленный материал, облекает его в новые принципы, постулаты, теоремы. Эти обобщения нашли отражение в подготовленных им к печати в период 1970 — 75 гг. и изданных в Москве издательством «Наука» одна за другой монографиях: «Теория рециркуляции и повышение оптимальности химических процессов», «Этюды о химических системах с обратной связью» и как итог главных трудов — исследований рециркуляционных процессов, М. Ф. Нагиев написал монографию «Химическая рециркуляция», изданную в 1978 г. В ней сформулированы основные принципы, законы, теоремы, методы созданной им теории рециркуляции.
Основополагающим принципом, сформулированным ученым, явился обобщающий принцип супероптимальности, который предполагает проведение химического процесса в условиях, обеспечивающих достижение максимальной производительности реактора и сведение к минимуму образование отходов. Реализация на практике этого принципа означает создание безотходного производства с интенсивно работающим негромоздким оборудованием, т.е ресурсосберегающего экологически чистого производства. Нагиев также выдвигает и новый постулат о начальных условиях проведения химического процесса и новый подход к выбору катализатора.
В Институте Нефти АН Азерб. ССР М. Ф. Нагиев проводил исследования в области переработки тяжелых нефтяных остатков. В результате этих исследований он написал книгу «Переработка нефтяных остатков и использование её продуктов».
В 1961 г. в Баку Азербайджанским Государственным Издательством «Азернешр» была издана монография «Основы разработки комплексных химических процессов и проектирования реакторов».
М. Ф. Нагиев был не только ученым химиком-технологом, в какой-то степени он был философом, размышляющим о развитии общества, месте и роли человека в нём, и о многих других философских категориях. Размышляя над всем этим Нагиев написал книгу «''Уроки научно-технической революции и необходимость гармонического развития всех областей цивилизации''». Впервые этот труд целиком олубликован в книге, посвященной 100-летнему юбилею М.Ф.Нагиева со дня рождения "Академик Муртуза Нагиев. Линия жизни — поиск философского камня".

## Личная жизнь и общественная деятельность
Жена — Няргиз ханум. Трое детей, которое пошли по стопам отца.
- Старший сын Нагиев Тофик Муртуза оглы родился в Баку в 1941 г., он физико-химик, академик, заведующий лабораторией Института Химических Проблем.
- Нагиева Земфира Муртуза гызы родилась в Баку в 1943 г. — физико-химик, кандидат химических наук.
- Нагиев Чингиз Муртуза оглы родился в Баку в 1947 г. — химик–технолог, доктор технических наук, профессор кафедры «Основы химико-технологической инженерии» Азербайджанской Государственной Нефтяной Академии.

М. Ф. Нагиев был прекрасным педагогом и организатором. Свои знания и опыт работы он вкладывал в подготовку научных и инженерно-технических кадров. Много лет М. Ф. Нагиев читал курсы лекций в вузах республики, руководил дипломными работами. У него было много учеников, которых он вовлек в научную работу. Им подготовлены 4 доктора и 27 кандидатов наук. Он создал научную школу. Из школы М. Ф. Нагиева вышли 5 академиков.
М. Ф. Нагиев неоднократно представлял отечественную науку за рубежом, участвуя в работе Международных конгрессов (Филадельфия, Нью-Йорк, Париж, Амстердам), читая курсы лекций (Чехословакия, Англия) и посещая страны в качестве члена советских делегаций ученых-химиков (Франция, Бельгия).

## Почетные звания и награды
За плодотворную научную и организационную деятельность М. Ф. Нагиеву в 1969 г. было присвоено звание Героя Социалистического Труда с вручением ордена Ленина и золотой медали «Серп и Молот». 
Он был награждён «Орденом Трудового Красного Знамени», медалями «За оборону Кавказа», «За доблестный труд в Великой Отечественной войне 1941-1945 гг.»
В 1940, 1945 и 1946 гг. Верховный Совет Азербайджанской ССР награждал М. Ф. Нагиева почётными грамотами. Указом Президиума Верховного Совета Азербайджанской ССР М. Ф. Нагиеву в 1958 г. было присвоено почетное звание «Заслуженный деятель науки Азербайджанской ССР».

## Конец жизни, наследие
Умер 28 января 1975 года.
Он работал в сфере исследований, касающихся всех сторон химического процесса — изучение механизмов и скоростей химических реакций, их термодинамических характеристик, оптимальных условий для наилучшей реализации процесса в производстве с минимальными затратами, проблемы математического моделирования и оптимизации, изучение устойчивой работы химических реакторов, вопросов тепло- и массопередачи и многих-многих других. Результатом решения всех этих исследований явились многочисленные оригинальные труды, составившие ценное научное наследие для будущих поколений. Институту теоретических проблем химической технологии АН Азербайджанской ССР было присвоено его имя.